# Argiope chloreides
Argiope chloreides — один з видів великих, яскраво забарвлених павуків роду Argiope. Отрута безпечна для людини. Поширений у Лаосі, на Малайському півострові та в Новій Гвінеї.
Вид описаний 1961 року, але потім зведений у синоніми, тому до 2019 року цих павуків відносили до виду Argiope chloreis

## Опис
На відміну від більшості інших видів роду, забарвлених у чорно-жовто-білі тони, черевце самиць Argiope chloreides зверху забарвлено зеленим, по краю облямоване білуватою смугою.
Головогруди самиці згори білувато-сріблясті, вкриті сріблястими волосками.
Самець забарвлений у зелено-брунатні кольори, на спинній поверхні черевця наявні п'ять чотирикутних плям, характерних лише для цього виду. Плями змінної форми — від прямокутних до трапецієподібних. Згори головогруди брунатні, з радіальними відмітками, волохаті по краю. Знизу менш волохаті. Хеліцери та максили темнобурі, як і тазики ніг. Тазики також з білими щетинками та темними плямами. Інші сегменти ніг буруватозелені.
Від близького виду A. chloreis самиці відрізняються наявністю 5 чотирикутних плям на черевці.

## Ареал
Ареал диз'юнктивний. Цей вид поширений у Лаосі, Західній Малайзії та в Новій Гвінеї.